# رهبانية باسيلية
الرهبانية الباسيلية الشويرية أو الرهبانية الحناوية هي رهبانية في الكنيسة الملكية الكاثوليكية ذات نذور مؤبدة تستقي قوانينها من روحانية القديس باسيليوس الكبير، تتمتع بالحق الحبري، وتخضع مباشرة للكرسي الرسولي (بابا روما) فيما يتعلق بنظامها الداخلي وفرائضها.

## التسمية
سميت الرهبانية الباسيلية الحناوية أو الشويرية. باسيلية: نسبة للقديس باسيليوس الكبير وحناوية: نسب للقديس يوحنا المعمدان أو نسبة لدير مار يوحنا الصابغ في بلدة الخنشارة. شويرية: نسبة لمنطقة الشوير الموجود فيها الدير الأم للرهبانية.

## تاريخ
نشأت الرهبانية الباسيلية الشويرية في آواخر القرن السابع عشر 1600 باسم الرهبانية الحناوية نسبة لدير مار يوحنا الصابغ الموجود في المتن في بلدة الخنشارة.
جاء أربعة رهبان حلبيون من دير البلمند الأرثوذكسي إلى منطقة الشوير في المتن بغية إنشاء رهبانية كاثوليكية فوجود في جبال الشوير كنيسة مار يوحنا وبجانبها بعض القلالي. قام الرهبان، بالاتفاق مع أمير المنطقة، بتوسيع الدير وبوضع فرائض الرهبانية.
تم الأعتراف رسميا بالرهبانية في العام 1710 من قبل الكرسي الرسولي أنها رهبانية كاثوليكية ذات نذور مؤبدة.
انقسمت الرهبانية على يد الرهبان الحلبيين عام 1832 إلى رهبانيتين الرهبانية الباسيلية الشويرية (الرهبنة البلدية) والرهبانية الباسيلية الحلبية. أخذت الرهبانية الباسيلية الحناوية اسم الرهبانية الباسيلية الشويرية بعد الأنقسام نسبة للقديس باسيليوس ونسبة لمنطقة الشوير الموجود فيها الدير الأم للرهبانية وأخذت الرهبانية الشويرية شعارها (الرهبانية الباسيلية الشويرية في خدمة الروح والفكر)

## الدعوة الباسيلية
تتمتع الرهبانية الباسيلية الشويرية بنذور رهبانية وحياة رهبانية مشتركة وإنتاج فكري وحياة ديرية ورسولية وتنشئة مسيحية وكتابة أيقونات وعمل يدوي وصلاة جماعية ورسالة تربوية وتعليم مسيحي في المدارس.الحياة الروحية تقوم على الأنفتاح الداخلي الكامل على سر المسيح والنمو فيه من خلال القداس اليومي والتأمل اليومي بالكتاب المقدس والتوبة داخل حياة رهبانية مشتركة التي هي مدرسة عطاء متجرد واهتداء دائم إلى الصليب منبت الخصب الرسولي. وتقوم الحياة المشتركة على ان الرهبان كلهم أعضاء في جسد المسيح
تقوم الرهبانية بخدمة المدارس والمستشفيات والرعايا والأخويات والشبيبة. مازالت تعمل من خلال رهبانها الذين يتعبون ويضحون ويخدمون لمجد الله وخير الكنيس

## مشاهير انتموا إلى هذه الرهبنة
- حنانيا المنير(1757 - 1820) مؤرخٌ وقسيسٌ وشاعرٌ,وضع عددًا من المؤلفات في التاريخ الديني والمدني.
- يواكيم مطران (1715 - 1766) فيلسوف وراهب. له الكثير من المؤلفات معروف بالعالم الخطير والواعظ الشهير لأنّ هناك في الرهبانيّة يواكيم مطران آخر من مواليد1797